# Martin Schumnig
Martin Schumnig (* 28. Juli 1989 in Klagenfurt am Wörthersee) ist ein ehemaliger österreichischer Eishockeyspieler, der einen Großteil seiner Karriere beim Klagenfurter AC unter Vertrag stand. 2023 beendete er seine Karriere bei den Black Wings Linz.

## Karriere

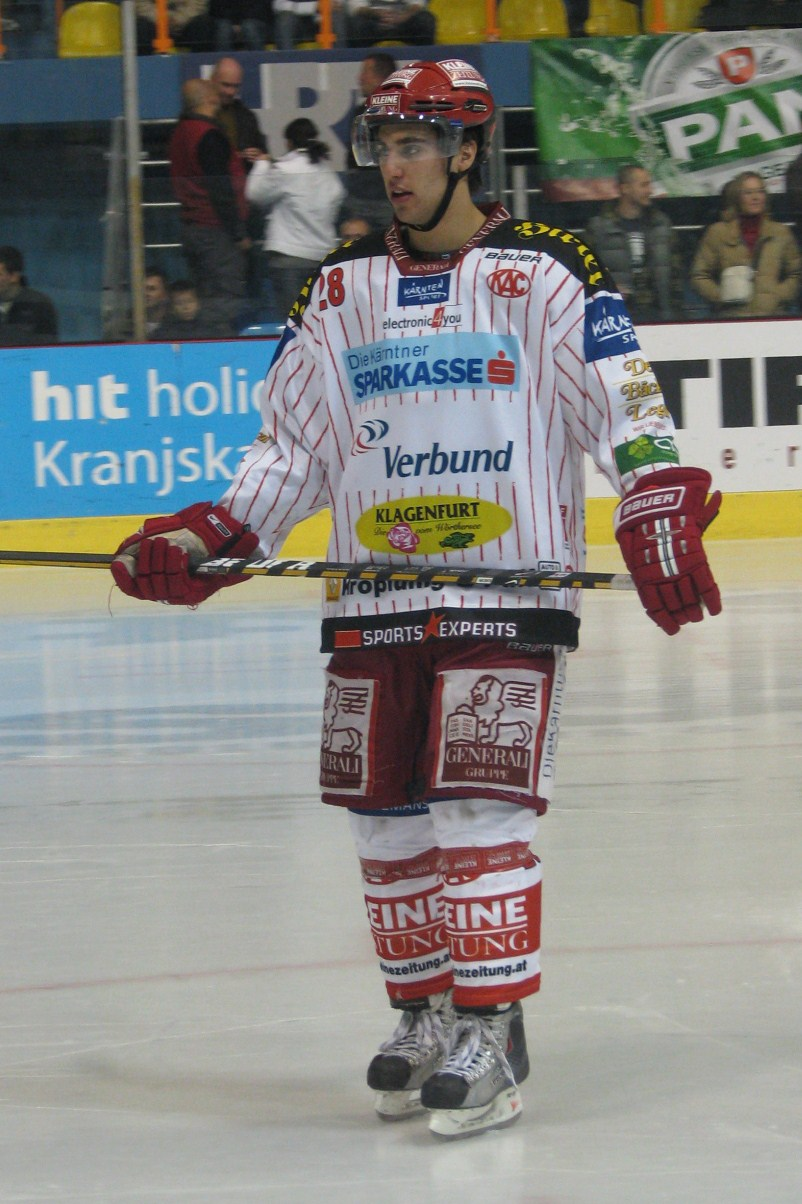
Martin Schumnig (2009)

Schumnig begann seine Karriere in den diversen Nachwuchsmannschaften des Klagenfurter AC und debütierte in der Saison 2006/07 in der Kampfmannschaft. In den folgenden Jahren wurde er immer wieder für einige Spiele in der Erste Bank Liga eingesetzt und zeigte auch in der Nachwuchsliga immer bessere Leistungen. In der Saison 2008/09 rückte er zu den fixen Verteidigern auf und konnte in dieser Saison mit der Kampf- und der U20-Mannschaft gleich zwei Meistertitel feiern.
Im Juni 2013 löste er, nachdem er mit seiner Mannschaft zuvor zum zweiten Mal den nationalen Titel gewonnen hatte, seinen Vertrag mit dem EC KAC einvernehmlich auf, um nach Nordamerika zu wechseln. Dort absolvierte er die Trainingscamps der Cincinnati Cyclones und der San Antonio Rampage, erhielt aber keinen Vertrag. Daher kehrte er im Oktober 2013 zum KAC zurück. 2011, 2012 und 2013 wurde er zum Kärntner Eishockey Superstar des Jahres gewählt.

### International
Im Juniorenbereich spielte Schumnig für Österreich bei der U18-Weltmeisterschaft 2007 und der U20-Weltmeisterschaft 2008 jeweils in der Division I.
In der Herren-Nationalmannschaft debütierte Schumnig am 5. November 2009 bei der 2:4-Niederlage gegen Belarus in Babrujsk. Er nahm an den Weltmeisterschaften der Division I 2012, 2014 und 2017, als er bester Vorlagengeber des Turniers war, sowie der Top-Division 2013 und 2015 teil. Zudem vertrat er seine Farben 2013 bei der erfolgreichen Olympiaqualifikation für die Spiele 2014 in Sotschi, wurde aber für die Winterspiele selbst nicht berücksichtigt, und bei der erfolglosen Qualifikation für die Olympischen Winterspiele 2018 in Pyeongchang.

## Erfolge und Auszeichnungen
- 2009 Meister der österreichischen U20-Liga mit dem EC KAC
- 2009 Österreichischer Meister mit dem EC KAC
- 2011 Kärntner Eishockey Superstar des Jahres
- 2012 Kärntner Eishockey Superstar des Jahres
- 2013 Österreichischer Meister mit dem EC KAC
- 2013 Kärntner Eishockey Superstar des Jahres
- 2019 Österreichischer Meister mit dem EC KAC

### International
- 2012 Aufstieg in die Top-Division bei der Weltmeisterschaft der Division I, Gruppe A
- 2014 Aufstieg in die Top-Division bei der Weltmeisterschaft der Division I, Gruppe A
- 2017 Aufstieg in die Top-Division bei der Weltmeisterschaft der Division I, Gruppe A
- 2017 Bester Vorlagengeber der Weltmeisterschaft der Division I, Gruppe A

## Karrierestatistik

### International
(Legende zur Spielerstatistik: Sp oder GP = absolvierte Spiele; T oder G = erzielte Tore; V oder A = erzielte Assists; Pkt oder Pts = erzielte Scorerpunkte; SM oder PIM = erhaltene Strafminuten; +/− = Plus/Minus-Bilanz; PP = erzielte Überzahltore; SH = erzielte Unterzahltore; GW = erzielte Siegtore; 1 Play-downs/Relegation; Kursiv: Statistik nicht vollständig)